# كتاب أرماغ
كتاب أرماغ هو مخطوط أيرلندي من القرن التاسع تم كتابته بشكل رئيسي باللغة اللاتينية. موجود في مكتبة كلية ترينتي في دبلن. تعد هذه الوثيقة ذات قيمة لاحتواءها على النصوص المبكرة المتعلقة بسانت باتريك وبعض أقدم العينات الباقية من الأيرلندية القديمة ، ولأنها واحدة من أقدم المخطوطات التي تنتجها كنيسة معزولة تحتوي على نسخة شبه كاملة من العهد الجديد .

## محتويات
يمكن تقسيم المخطوطة إلى ثلاثة أجزاء: